# Maxime Ossipov
Pour les articles homonymes, voir Ossipov.
Maxime Ossipov (russe : Максим Александрович О́сипов ; né  à Moscou le 4 octobre 1963) est un médecin et écrivain russe. Ses nouvelles et ses essais ont remporté de nombreux prix et ses pièces ont été mises en scène et diffusées à la radio en Russie.

## Biographie
Après des études secondaires spécialisées de physique et de mathématiques, Il est diplômé en médecine en 1991 apres avoir soutenu sa thèse à l'Institut Médical de Moscou № 2.
Il travaille ensuite à l'Université de Californie à San Francisco (UCSF), puis dans diverses cliniques à Moscou.
En 1993 et 2005, il publie deux éditions du livre Échocardiographie clinique (en collaboration avec Nelson Schiller), livre de référence de cette spécialité en russe.
En 1994, il fonde la maison d'édition médicale Praktika (manuels médicaux transférables, musicologie, théologie), qu'il dirige jusqu'en 2010.
En 2005, il reprend son travail de médecin, à Taroussa, et crée l'organisation caritative Help Society of Tarusa Hospital, largement connue et reconnue en 2008 après le succès de l'opposition des médecins aux autorités locales. Ainsi, l’hôpital Tarusa reçoit plusieurs médecins qualifiés et du matériel moderne.
À partir de 2007, Osipov publie des essais, des nouvelles et des romans :
- principalement dans la revue Znamya, qui lui décerne ses prix pour 2007 et 2015,
- éditions AST -Corpus (Moscou) : C’est un péché de se plaindre (2009), Poultry Cry (2011), Renaissance Man (2012), Sea wave (2014) et Eternity Village (2017),
- éditions Ivan Limbach (Saint-Pétersbourg) : 101 km (2019), recueil d'essais de la vie provinciale.

## Œuvres
Ses textes (non médicaux) sont traduits en allemand, anglais, croate, français, hébreu, italien...

### Littérature médicale
- Échocardiographie clinique

### Récits
- Ma province, deux récits traduits du russe par Anne-Marie Tatsis-Botton, Éditions Verdier, collection Slovo, 128 p.  (ISBN 978-2-86432-646-5)
- Histoires d'un médecin russe, 2012, recueil de nouvelles traduit du russe par Éléna Rolland, Éditions Verdier, collection Slovo, 260 p.  (ISBN 978-2-86432-767-7)[1]
- Après l’Éternité[2],[3], récits traduits du russe par Anne-Marie Tatsis-Botton et Éléna Rolland, Éditions Verdier, collection Slovo, 256 p.  (ISBN 978-2-86432-996-1)
- Le péché de se plaindre, recueil des textes précédemment publiés

### Théâtre
- Russie et littérature (2011 ?), créée le 13 mai 2012 par Elena Nevezhina, artiste Igor Popov, au Théâtre dramatique d'Omsk, et au Théâtre dramatique Maly à Saint-Pétersbourg (dirigé par Sergey Schipitsin, le 10 novembre 2013) ;
- Boucs émissaires, pièce enregistrée en émission radiophonique, réalisée par lui-même en octobre 2013.

## Récompenses
- Prix Yury Kazakov de la meilleure histoire en 2010,
- Prix Bunin en 2013
- Prix du magazine Littérature étrangère (2017),
- Finaliste du prix Yasnaya Polyana et du FNL pour 2010,
- Prix Belkin 2012 et 2014,
- German Internationaler Literaturpreis (Berlin, 2018) [14].

## Sur quelques ouvrages

### Histoires d'un médecin russe
Le texte français est un recueil de huit nouvelles, dont l'action se déroule entre Russie et États-Unis, entre 1987 et 2010 : des Russes voyagent ou s'installent aux États-Unis, ou en rêvent (ou le regrettent).
- Le Cri d'un oiseau domestique
- Moscou-Petrozavodsk
- La Tzigane
- Kombinat
- Pièces sur l'échiquier
- Le Petit Lord Fauntleroy
- Sous la vague marine
- Cape Cod

Cette dernière nouvelle commence et finit par l'évocation de Petchorine, le personnage de Un héros de notre temps (1840), roman de Mikhaïl Lermontov.

### Après l'Éternité
- L'Éternité (2015)
  - Le raisin
  - Les circonstances proposées
  - Œdipe
  - Le Sagittaire
  - Après l'Éternité
  - Légère, légère
- L'ami polonais (2013)
- Un homme de la Renaissance (2011)
  - La Brique
  - Lora
  - Les garçons
  - Le lundi noir
  - La Brique
- Sur la Spree (2016)
- Les bonnes gens (2016)
- Pierre-feuille-ciseaux (2015)
- Fantasia (2017)
- Sventa (2017)

L'Éternité est une appellation supposée désigner ici la ville-fantôme de Khalmer-Yu (en) (Nénétsie), dans la République des Komis, Oblast d'Arkhangelsk. L'agglomération minière de Morte-Rivière (Khalmer-Yu en langue nénètse) est démantelée et évacuée en 1995 (et bombardée en 2005, d'après l'introduction). L'ensemble des textes serait l'œuvre de Alexandre Ivanovitch Ivnev, ancien directeur de théâtre à Khalmer-Yu, déplacé d'office comme toute la population, à Severogorsk, sans doute une ville fermée de la Péninsule de Kola, comme Ostrovnoï, Poliarny, Vidiaëvo, Zaoziorsk, ou Severomorsk (ex-Vaenga, Oblast de Mourmansk), où on lui conseille de rejoindre la Maison des Vétérans, et d'où il fuit pour Taroussa.